# Tigrislepke
A tigrislepke (Charaxes jasius) a rovarok (Insecta) osztályának lepkék (Lepidoptera) rendjébe, ezen belül a tarkalepkefélék (Nymphalidae) családjába és a Charaxinae alcsaládjába tartozó faj.
Nemének a típusfaja.

## Előfordulása
A tigrislepke a Földközi-tenger térségének az afrikai részén őshonos, azonban nyáron ellátogat Európába - beleértve Portugáliát és Franciaországot is -, valamint Törökországba. A Természetvédelmi Világszövetség Vörös Listáján nem szerepel.

## Megjelenése, felépítése
Szárnyának fonákát gazdag barna rajzolat díszíti; a szárnyak szegélyén széles, sárgásbarna csík fut végig. Bábja ragyogó zöld színű. A nőstény valamivel nagyobb termetű.

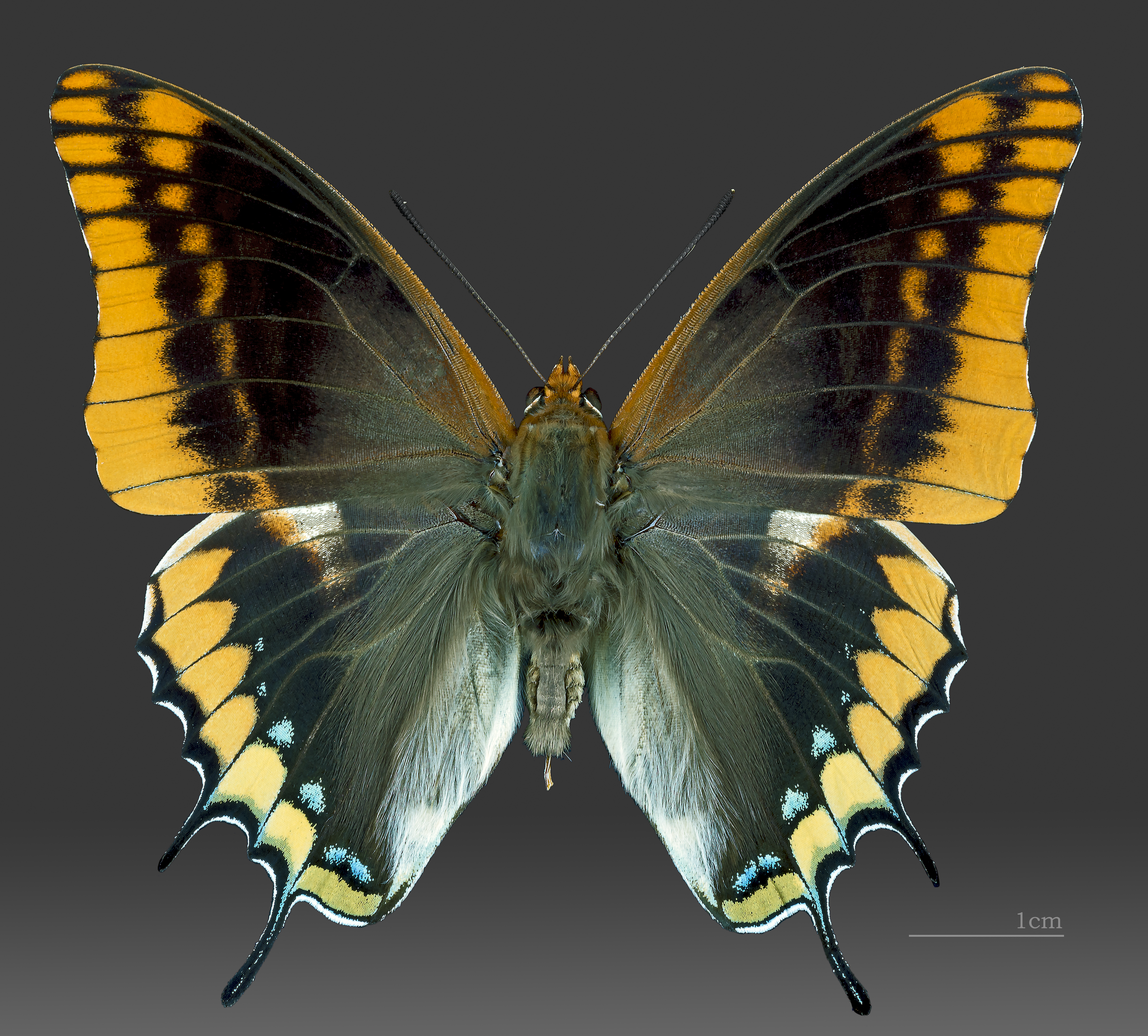
♂
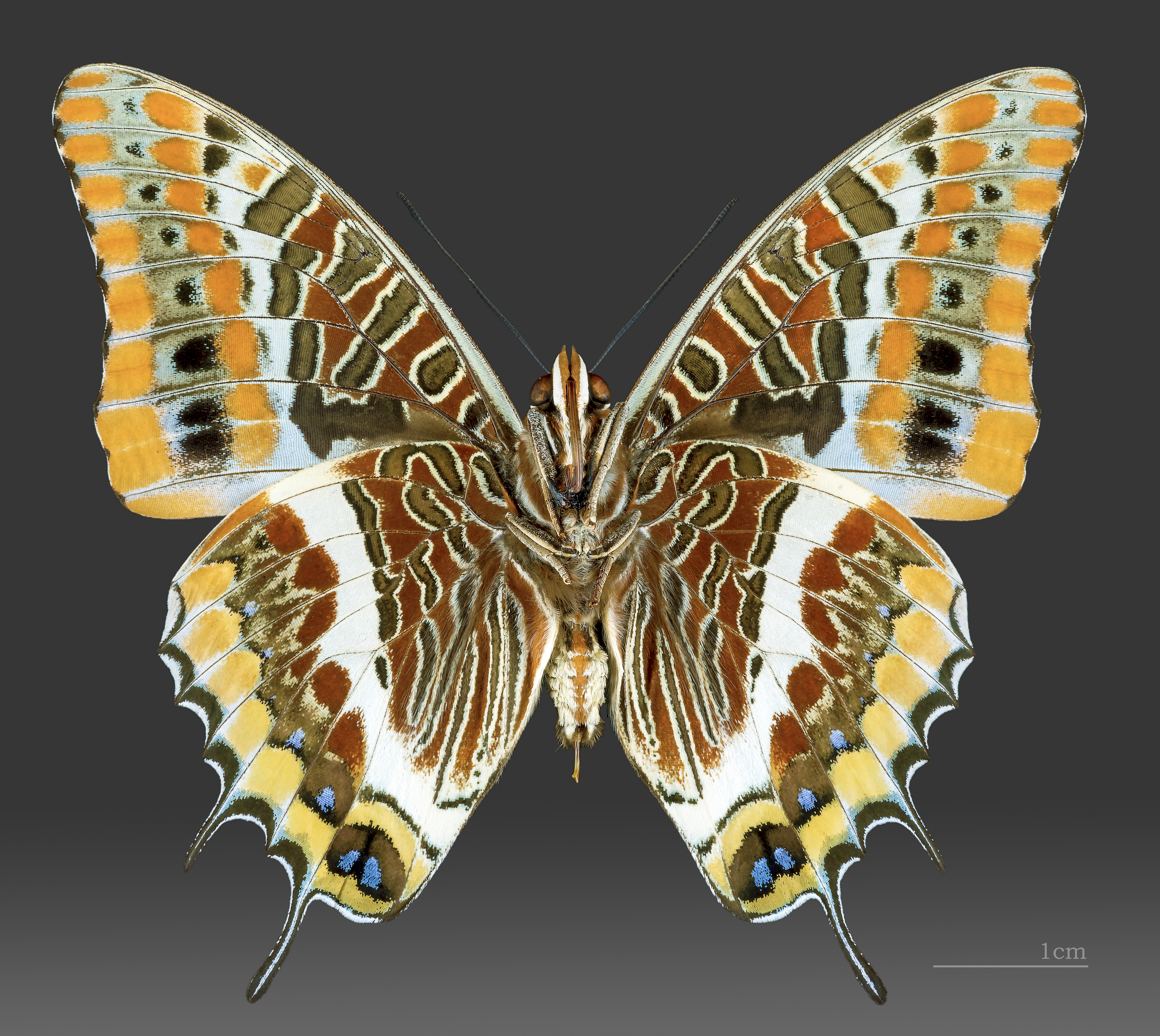
♂ △
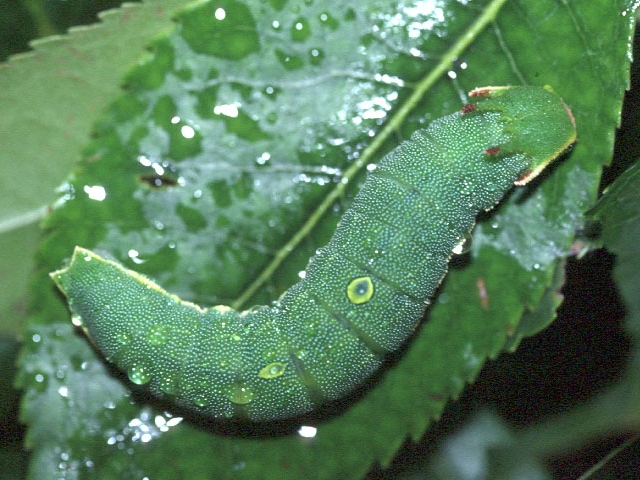
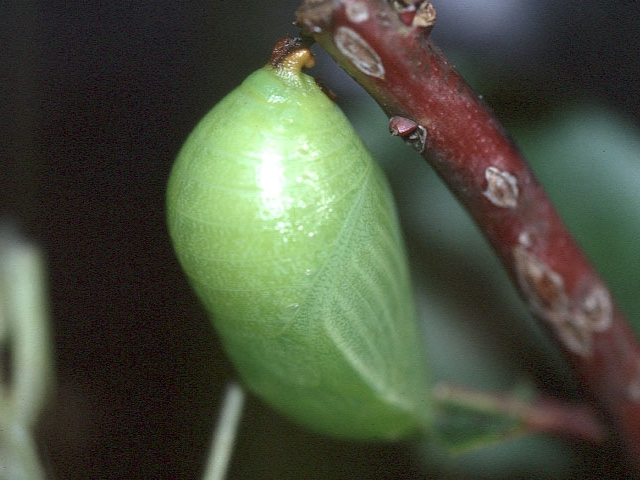

## Életmódja, élőhelye
Egy évben két nemzedéke kel ki. Májustól szeptemberig repül. A hím röpte határozott, elegáns; a gyümölcsfák koronájáig felszáll. A nőstény mozgása csapongóbb. Az imágók leggyakrabban a rothadó gyümölcsök nedvét szívogatják. A hernyók az eperfán élnek júniustól augusztusig, majd áttelelnek.